# Coup d’Etat (G-Dragon-Album)
Coup d’Etat (Eigenschreibweise: COUP D’ETAT, französisch für Staatsstreich) ist das zweite Studioalbum des südkoreanischen Rappers G-Dragon. Der erste Teil des Albums erschien digital am 2. September 2013 und der zweite am 5. September 2013. Die CD des Albums erschien am 13. September 2013.

## Entstehung

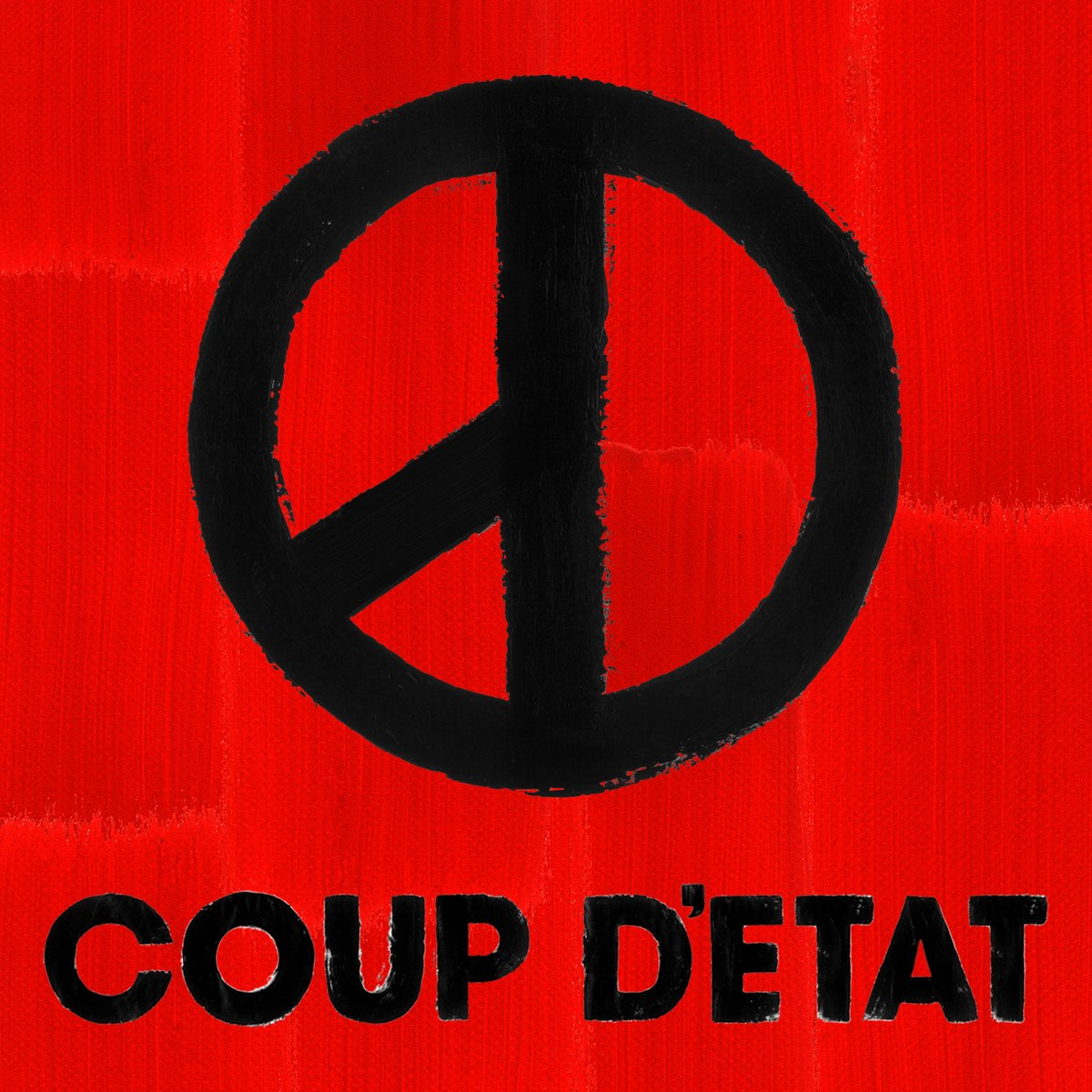
Rotes Cover des Albums

In einem Interview mit Complex erzählte G-Dragon das er sich nicht mehr mit seinem ersten Album verbunden fühle. Zu der Entwicklung seiner Musik sagte er:

„Jetzt, bin ich schon sehr lange im Spiel dabei, und ich verstehe wie ich Dinge ausbalancieren kann. Ich habe realisiert, Musik zum machen, die nicht übertrieben ist. Ich bin entspannter, wenn ich rappe. Ob bei der Musik oder bei der Mode, je älter ich werde, desto mehr realisiere ich, dass das, was angenehm ist, länger hält. Und davon ist viel im Album.“

Der Großteil des Albums entstand mit den Produzenten Choice37, Teddy Park und Kush. In einem Interview mit LOEN Entertainment erzählte G-Dragon das es fast zwei Jahre gedauert hat das Album aufzunehmen und zu produzieren. Im Jahr 2011 begann er Demos für „Niliria“ und „Runaway“ aufzunehmen. Er sagte:

„Es gibt verschiedene Gründe, wieso das zweite Album so lange auf sich warten ließ. Zum Großteil wollte ich Sachen immer besser und besser machen. Ich habe eine Menge an Songs, die ich geplant habe, die aber nicht gut organisiert sind. Also, anstatt unvollständige Lieder zu veröffentlichen, wollte ich Sachen kürzen und verengen. Das ist der Grund, wieso wir zuerst 2012 "One of a Kind" veröffentlichten. In der verbleibenden Zeit habe ich einzelne Songs neu aufgenommen, verschmolz sie und jetzt sind sie fertig. Immer wenn ich erwäge, etwas zu veröffentlichen, fühle ich mich immer so, als würde mehr benötigt werden. Ich würde nicht sagen, dass ich nicht selbstbewusst bin, sondern eher, dass es ein Sinn ist, alles besser machen zu wollen. Deswegen hat es so lange gedauert.“

### Covergestaltung
Auf dem Cover befindet sich ein weißes oder schwarzes CND-Symbol bei dem ein zwischen Strich fehlt. Aus diesem unvollständigen Peace Symbol kann man ein GD erkennen, dass für G-Dragon steht.

### Veröffentlichung
Coup d'Etat erschien Digital in zwei Teilen. Die ersten fünf Songs wurden am 2. September und die verbleibenden sieben am 5. September. Die physische Version des Albums enthielt zwei extra Songs und erschien am 13. September.
Ende September wurde eine Limitierte Schallplatte für den 18. Oktober angekündigt. Die Limitierte Edition enthielt einen Aufkleber, eine Maske, eine Broschüre mit handgeschriebenen Texten, Fotos der „Space Eight“ Kunstausstellung in Seoul und Fotos des Coup d'Etat Musikvideos. Die Schallplatte war auf 8.888 limitiert und wurde innerhalb von drei Tagen ausverkauft.

## Titelliste
| Nr.          | Titel                                                         | Autor(en)    | Länge |
| ------------ | ------------------------------------------------------------- | ------------ | ----- |
| 1.           | Coup d’Etat (쿠데타; Kudeta; feat. Diplo und Baauer)          |              | 2:58  |
| 2.           | Niliria (늴리리야; Nililiya; feat. Missy Elliott)             |              | 2:52  |
| 3.           | R.O.D. (feat. Lydia Paek)                                     |              | 3:56  |
| 4.           | Black (feat. Jennie von Blackpink)                            |              | 3:23  |
| 5.           | Who You? (니가 뭔데; Niga Mwonde)                             |              | 3:21  |
| 6.           | Shake the World (세상을 흔들어; Sesangeul Heundeuleo)         |              | 2:55  |
| 7.           | MichiGO (미치Go; Michigo)                                     |              | 3:28  |
| 8.           | Crooked (삐딱하게; Ppiddak-hage)                              |              | 3:45  |
| 9.           | Niliria (늴리리야; Nililiya; G-Dragon Solo ver.)              |              | 2:52  |
| 10.          | Runaway                                                       | GD           | 3:21  |
| 11.          | I Love It (너무 좋아; Neomu Joh-a; feat. Zion.T & Boys Noize) |              | 3:15  |
| 12.          | You Do                                                        |              | 2:38  |
| 13.          | Window                                                        |              | 3:47  |
| 14.          | Black (feat. Sky Ferreira)                                    |              | 3:24  |
| Gesamtlänge: | Gesamtlänge:                                                  | Gesamtlänge: | 45:58 |

## Rezeption

### Rezensionen
In einem Interview mit MTV sagte Alexis Stephens, dass G-Dragon mit Coup d'Etat „eine postmoderne Pastiche von weltweiten Pop-Sounds“ geschaffen hat. Jeff Benjamin und Jessica Oak von Billboard sagten, dass das „Album feststellt, dass K-Pop-Stars nicht anders sind als westliche Pop-Stars und wirklich nicht anders als Alltagsmenschen sind, weil sie sich auch mit Unsicherheiten und Beziehungen rumschlagen müssen.“

### Charts und Chartplatzierungen
| ChartsChartplatzierungen       | Höchstplatzierung | Wochen |
| ------------------------------ | ----------------- | ------ |
| Japan (Oricon)                 | 2 (30 Wo.)        | 30     |
| Südkorea (KMCA)                | 1 (63 Wo.)        | 63     |
| Vereinigte Staaten (Billboard) | 182 (1 Wo.)       | 1      |

| ChartsJahrescharts (2013) | Platzierung |
| ------------------------- | ----------- |
| Südkorea (KMCA)           | 8           |

## Auszeichnungen
| Jahr | Auszeichnung       | Kategorie          | Resultat |
| ---- | ------------------ | ------------------ | -------- |
| 2014 | World Music Awards | World’s Best Album | Gewonnen |